# Японський папір

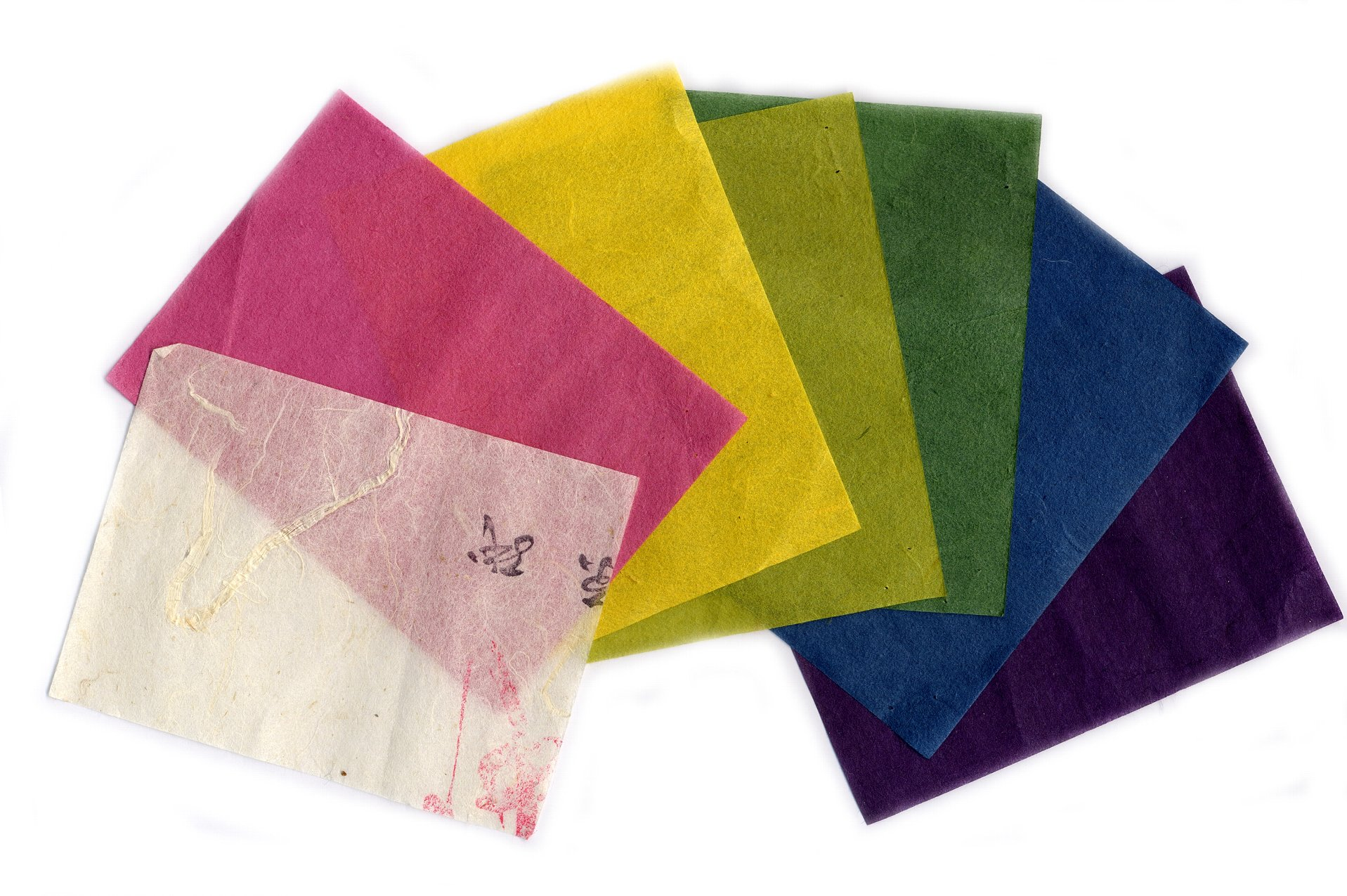
Суґіхарський кольоровий папір.

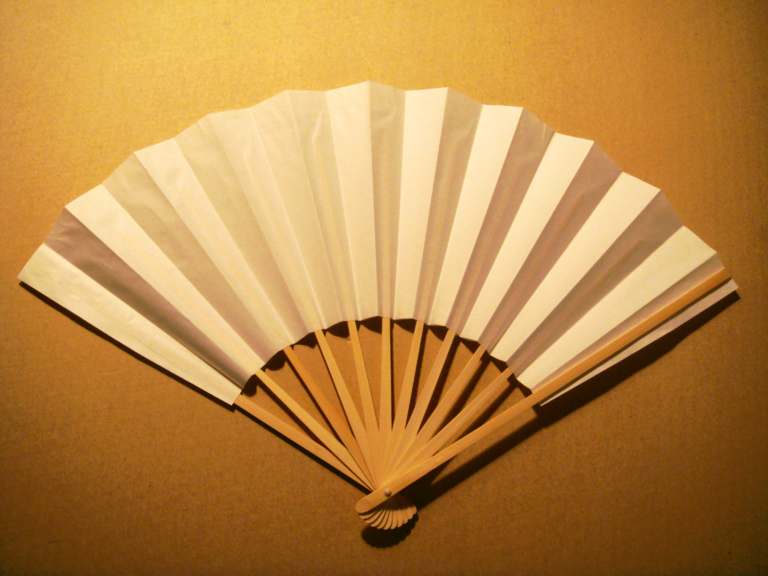
Віяло з японського паперу.

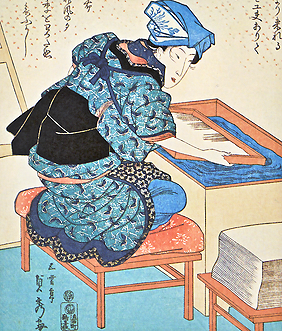
Виготовлення японського паперу.

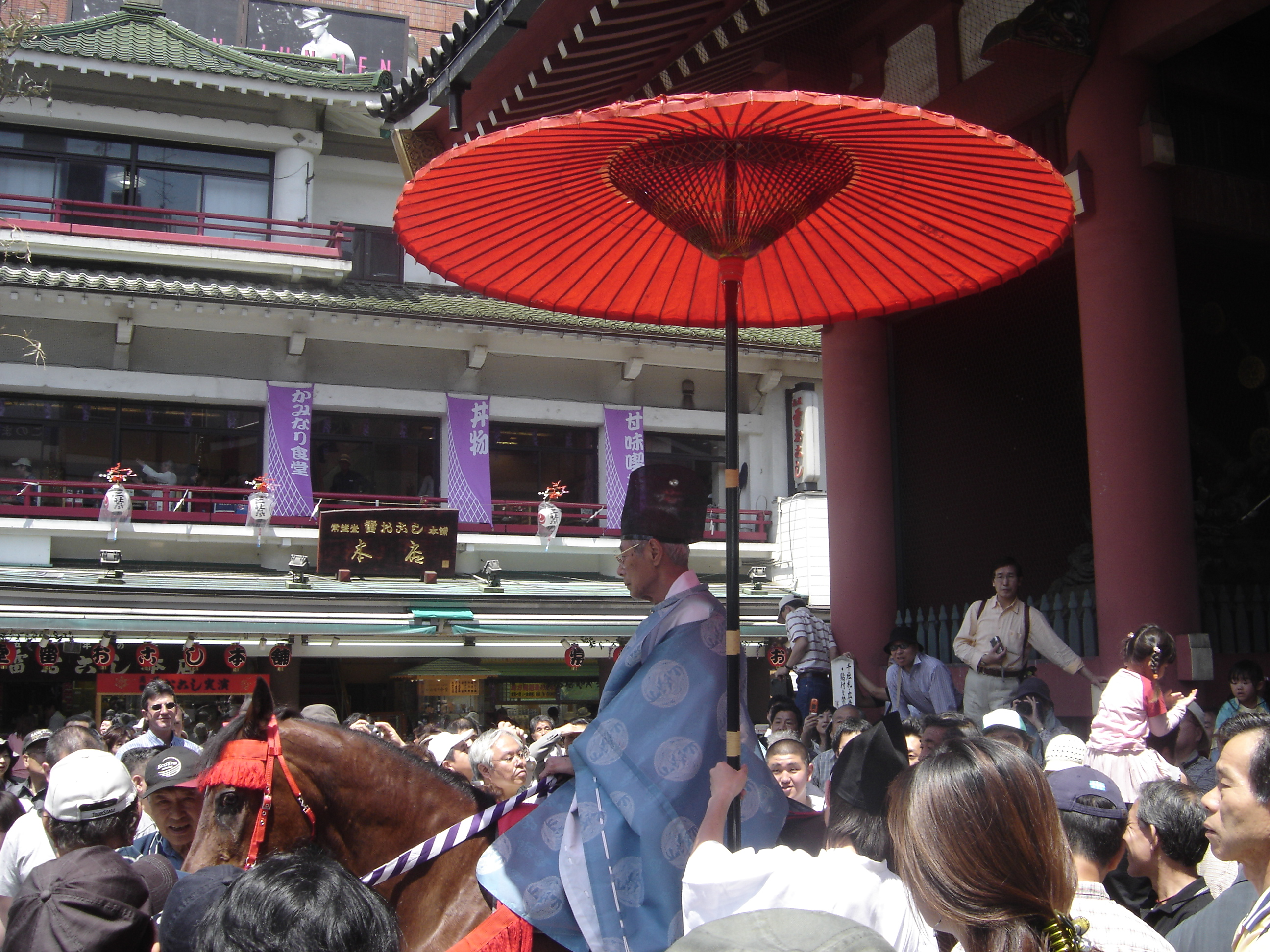
Синтоїстський священик під традиційною парасолею з японського паперу.

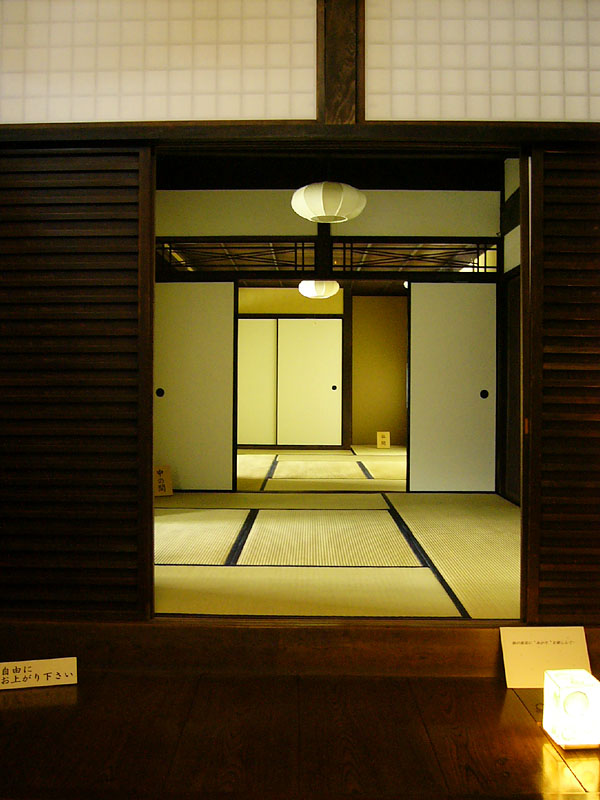
Двері і стіни багатьох традиційних японських будинків покриті, зазвичай, цупким японським папером.

Японський папір або ваші (яп. 和紙, わし, ваші) — це традиційний японський папір, який обробляють вручну з волокон внутрішньої кори дерева гампі, куща міцумата (Edgeworthia chrysantha) або куща шовковиці паперової (ко́дзо). Використовується на письмі, в архітектурі й одязі.

## Особливості
Основа
- Едгевортія золотиста (Edgeworthia chrysantha, ミツマタ)
- Брусонетія або шовковиця (Broussonetia kazinoki, コウゾ)
- Гампі (Diplomorpha sikokiana (Diplomorpha sikokiana, ガンピ)

Різновиди:
- Папір міноський (美濃紙)
- Папір торіноко (鳥の子紙)
- Папір рескриптаційний (奉書紙)
- Папір креповий (檀紙)

Характерні риси: цупкість і різнорівнева гігроскопічність.
На відміну від так званого сучасного західного паперу, що виробляється з деревної пульпи з довжиною волокон 2-3 міліметри, японський папір виготовляється з волокон довжиною до 10 міліметрів. Ці довгі волокна переплітаються досить щільно і забезпечують міцність паперу більше за рахунок фізичних факторів, ніж хімічних, як у західному папері.
Японці цінували папір не тільки за його практичне використання, але й за красу. Він славився своєю тонкістю, майже прозорістю, що, втім, аж ніяк не позбавляло його міцності.

## Історія
Виробництво паперу почалося в Китаї на початку II століття. Вперше в Японію його привіз корейський чернець у 610 році. 
За кілька століть, що пройшли із часу першого знайомства, японці модифікували китайську технологію й створили власні методи виробництва паперу. Волокна, розмочені у воді, китайці виливали на спеціальні сітчасті щити-форми й давали воді повільно стекти, просочитися крізь дрібні комірки. Японці ж, навпаки, енергійно й уміло трясли форму, щоб волокна гарненько переплелися між собою. І ще вони стали додавати липкий рослинний екстракт, що сприяв більш щільній і міцній сполуці волокон.
Японський папір став популярний при імператорському дворі в період Хей'ан (794—1185). У ті часи найкращі сорти японського паперу за ціною не поступались золоту. Відтоді папір став одним з найпопулярніших подарунків.
Але майстрам каліграфії більше до вподоби був китайський папір, на якому туш злегка розпливалася, що дозволяло домогтися більшої виразності написання.
Переробка макулатури в Японії почалася у VIII столітті. Але в період Хей'ан цим стали займатися не тільки із практичних міркувань, а в першу чергу в релігійних цілях. У 880 році наложниця імператора Сейва після його смерті зробила з листів імператора нові аркуші паперу й написала на них буддійські сутри, намагаючись врятувати його душу.
Відновлений папір назвали «усудзумі-гамі» через його синій відтінок, що утворився від залишків чорнила на старих рукописах. Насправді він був скоріше сірого відтінку через погану технологію відбілювання. Але, пращури й не прагнули до особливої білизни, вважаючи, що сіруваті кольори більше підходить для вираження їхнього смутку за померлими.
XVII — XIX століття були часами бурхливого розвитку японської економіки. У столиці та великих містах покупцем паперу ставав середній клас, що зароджувався, і папір користувався значним попитом. Вибір був широким — від паперових носових хусток і пакувального паперу до паперового одягу і паперу для каліграфії.
Японці періоду Едо поводились з папером бережно. Виробництво було ручним, нелегким і дорогим. Тому утворився новий вид паперової індустрії, де сировиною був використаний папір. З'явилася професія збирачів макулатури. Деякі райони у великих містах прославилися як центри переробки старого паперу, серед яких найвідомішим був район Асакуса в Едо. Якість продукції, звичайно, була низькою, але цілком задовільна для повсякденного користування.
У XX —XXI століттях Японія займає друге місце у світі за виробництвом і споживання паперу та випускає найкращі сорти паперу з макулатури. Японська асоціація виробників паперу стверджує, що більше половини продукції вищих сортів випускається саме з переробленої сировини. Це не так вже й багато у порівнянні з тим, що робили пращури японців.
Західний папір з'явився в Японії лише наприкінці XIX ст. Потреба в папері змусила японців модернізувати виробництво, і технологія предків поступилася місцем сучаснішій, західній. Зараз випуск традиційного японського паперу настільки малий, що навіть не враховується в промисловій статистиці.